# María Mercader
María Mercader (María Asunción Mercader Forcada: Barcelona, 6 de marzo de 1918 - Roma, 26 de enero de 2011) fue una actriz española. Apareció en 40 películas entre 1923 y 1992. Fue la segunda esposa del director cinematográfico Vittorio De Sica. Era prima de Ramón Mercader, el agente secreto soviético que asesinó a León Trotski en 1940, en México.
En 1939 comenzó sus actividades en Italia, donde actuó en varias películas.
En 1942, en el set de la película Un garibaldino en el convento, se reunió con el director Vittorio De Sica; que más tarde obtuvo el divorcio de su esposa de entonces, casándose con María Mercader en 1959 en México. El matrimonio no fue reconocido por la ley italiana. María obtuvo la ciudadanía francesa en 1968 y se casó de nuevo en París. Madre de Christian De Sica y Manuel De Sica y abuela de Brando De Sica. También es consuegra de Mario Verdone, padre de Carlo Verdone.
En 1988 actuó en La casa del sorriso (1991), dirigida por Marco Ferreri, la última película italiana que ha ganado el Oso de Oro en el Festival de Cine de Berlín antes de Cesare non deve morire (2012) de los hermanos Taviani.

## Filmografía
- La bruja, dirigida por Maximiliano Thous (1923)
- Molinos de viento, dirigida por Rosario Pi (1939)
- La nuit de Noël étrange, dirigida por Yvan Noé (1939)
- El secreto inviolable, dirigida por Julio De Fleishner (1939)
- La maleta padre Martín, dirigida por Mario Bonnard (1940)
- La luz vuelve, dirigida por Benito Perojo (1940)
- Marianela, dirigida por Benito Perojo (1940)
- Una familia imposible', dirigida por Carlo Ludovico Bragaglia (1941)
- El Marido provisional, dirigida por Nunzio Malasomma (1941)
- La fuerza bruta, dirigida por Carlo Ludovico Bragaglia (1941)
- El prisionero de Santa Cruz, dirigida por Carlo Ludovico Bragaglia (1941)
- El actor murió, dirigida por Luigi Zampa (1941)
- Dos corazones incautado, dirigida por Carlo Ludovico Bragaglia (1941)
- Sabiduría, dirigida por James Gentilomo (1941)
- Estremecimiento, dirigida Por James Gentilomo (1941)
- El rey se divierte, dirigida por Mario Bonnard (1941)
- El hombre del mar, dirigida por Belisario Randone y Roberto De Ribon (1942)
- Si yo fuera honesto, dirigida por Carlo Ludovico Bragaglia (1942)
- Un garibaldino en el convento, dirigida por Vittorio De Sica (1942)
- Solo en la última, dirigida por Giacomo Gentilomo (1942)
- Música prohibida, dirigida por Carlo Campogalliani (1942)
- Buongiorno, Madrid!, dirigida por Gian Maria Cominetti (1942)
- La niña en la otra orilla, dirigida por Piero Ballerini (1943)
- El tren de los cruzados, dirigida por Carlo Campogalliani (1943)
- La vida es bella, dirigida por Carlo Ludovico Bragaglia (1943)
- Yo no soy supersticioso ... Yo no soy supersticioso ... ma! , dirigida por Carlo Ludovico Bragaglia (1943)
- Nuestros sueños, dirigida por Vittorio Cottafavi (1943)
- La primera dama, dirigida por Ivo Perilli (1943)
- No hay regreso, dirigida por Alessandro Blasetti (1945)
- El hipocampo, dirigida por Gian Paolo Rosmino (1945)
- La Puerta del Cielo, dirigida por Vittorio De Sica (1945)
- La canción de la vida, dirigida por Carmine Gallone (1945)
- Navidad en el campo 119, dirigida por Pietro Francisci (1948)
- Corazón, dirigida por Duilio Coletti (1948)
- El caballero misterioso, dirigida por Riccardo Freda (1948)
- Hola, elefante! , dirigida por Gianni Franciolini (1952)
- Giovannino, dirigida por Paolo Nuzzi (1976)
- Clarence, dirigida por Pasquale Squittieri (1984)
- La casa del sorriso, dirigida por Marco Ferreri (1988)
- Luces y sombras, dirigida por Jaime Camino (1988)
- La cuenta Max, dirigida por Christian De Sica (1991)
- El lobo, dirigida por Carlo Verdone (1992)